# Болгари у Великій Британії

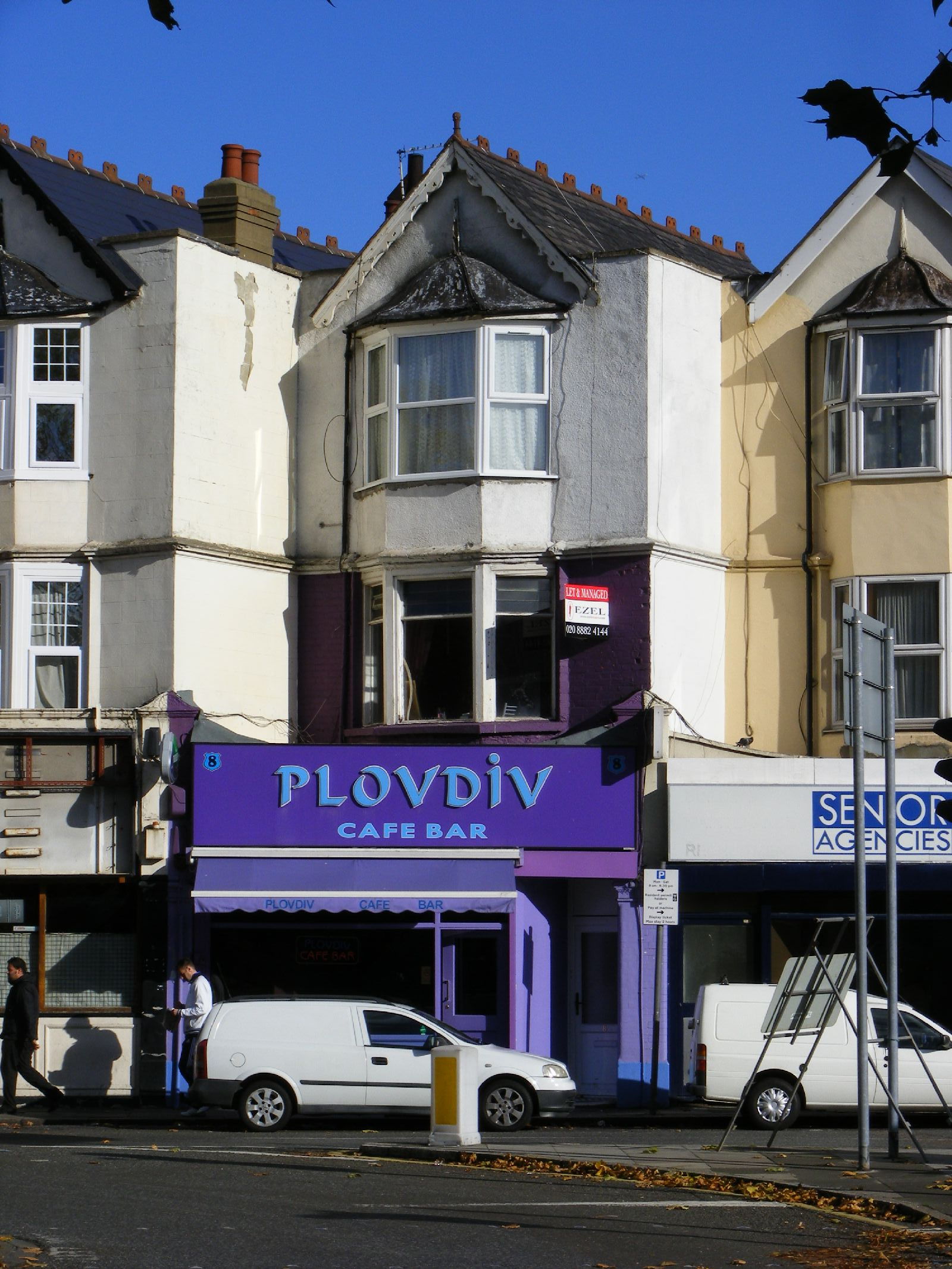
Болгарське Кафе в боро Герінгей, Лондон

Болгари у Великій Британії — болгари, які мігрували до Великої Британії та їхні нащадки. Кількість осіб болгарського походження, що проживають у Великій Британії зросла з 5 351 у 2001 році до 35 000 в 2009.

## Історія
Болгарська громада у Великій Британії була створена відносно недавно порівняно з болгарськими громадами в інших країнах Західної Європи. Небагато болгарських студентів навчалися в британських університетах перед Другою світовою війною, політична та економічна еміграція була також малою. У 1944–1945, політична еміграція різко збільшилась.
Під час Холодної війни, коли Болгарія була соціалістичною державою, відомою під назвою Народна Республіка Болгарія (1944–1989), болгарська громада у Великій Британії налічувала близько 3 000—4 000 осіб, переважно в Англії. Еміграція до Великої Британії була дуже активною в 1990-х та 2000-х. У 2000 році, болгарська громада налічувала більше 10 000, за неофіційними даними. За іншими оцінками, з початку 21-го століття більше 30 000 болгар постійно або тимчасово проживають (як студенти та робітники) в столиці Лондоні. За даними перепису 2001 року, налічувалося в 5 351 осіб, що народилися в Болгарії.
Коли Болгарія вступила в Європейський Союз в січні 2007 року, британський уряд ввів обмеження на права болгар переїхати до Великої Британії, які згодом були розширені і останнім часом не змінюються. За оцінками МЗС Болгарії, число болгар у Великій Британії становить 70 000-80 000. Тим не менш, Управління національної статистики Великої Британії вважає, що в 2009 році, у Великій Британії проживало 35 000 осіб болгарського походження.